# 小口獅子魚
小口獅子鱼，为輻鰭魚綱鮋形目杜父魚亞目狮子鱼科的其中一種。分布於西北太平洋區的日本北海道海域，屬底棲性魚類，棲息在水深0至10公尺的水域，背鰭軟條32至33枚；臀鰭軟條25至27枚；脊椎骨37至39，體長可達9.3公分，生活習性不明。